# Barbara Pearse
Barbara Mary Frances Pearse (n. 24 de marzo de 1948, en Wraysbury, Buckinghamshire, Inglaterra) es una científica bióloga británica y miembro de la Royal Society. Trabaja en el laboratorio de biología molecular del Medical Research Council de Cambridge, Reino Unido. Está casada con Mark Bretscher, también científico.
Barbara Pearse asistió a la escuela independiente Lady Eleanor Holles School en Hampton, distrito del municipio de Richmond upon Thames en el área del Gran Londres, y obtuvo su licenciatura en el University College de Londres en 1969. Entró a formar parte del personal científico del Laboratorio MRC de Biología Molecular en 1982. Fue profesora visitante de Biología Celular en la Universidad Stanford (1984-5). Fue elegida miembro de la Organización Europea de Biología Molecular (EMBO) en 1982 y galardonada con la medalla de oro y el premio EMBO en 1987. Fue elegida miembro de la Royal Society en 1988.
Las principales aportaciones de Pearse se refieren a la estructura de las vesículas revestidas. Pearse fue la primera persona que purificó vesículas recubiertas. También descubrió la molécula de recubrimiento clatrina en 1975. Pozos revestidos (Coated Pits del original) y vesículas fueron vistos por primera vez en secciones finas de tejido en el microscopio electrónico por Thomas Roth y Keith Porter en 1964. La importancia de ellos para la clarificación del LDL de la sangre fue descubierta por R. G. Anderson, Michael S. Brown y Joseph L. Goldstein en 1976.